# Kroneckerjeva kongruenca
V matematiki nam Kroneckerjeva kongruenca, ki jo je odkril matematik Kronecker, pove, da:
{\displaystyle \Phi _{p}(x,y)\equiv (x-y^{p})(x^{p}-y){\bmod {p}},}
kjer je p praštevilo in Φp(x,y) modularni polinom reda p, ki je podan z
{\displaystyle \Phi _{n}(x,j)=\prod _{\tau }(x-j(\tau ))}
za j, ki je eliptična modularna funkcija in τ, ki teče skozi razrede imaginarnih kvadratnih števil diskriminante n.